# Cis laevigatus
Cis laevigatus is een keversoort uit de familie houtzwamkevers (Ciidae). De wetenschappelijke naam van de soort werd in 1997 gepubliceerd door Kawanabe.